# Sincelejo
Sincelejo è un comune della Colombia, capoluogo e principale città del dipartimento di Sucre.
L'abitato venne fondato da Antonio de la Torre y Miranda nel 1535.